# Албе (Л'Аквила)
Албе (итал. Albe) је насеље у Италији у округу Л'Аквила, региону Абруцо.
Према процени из 2011. у насељу је живело 83 становника. Насеље се налази на надморској висини од 968 м.